# Эверетт, Кенни
Кенни Эверетт (англ. Kenny Everett, настоящее имя Морис Джеймс Кристофер Коул, 25 декабря 1944, Сифорт, Ланкашир — 4 апреля 1995) — английский радио- и телеведущий, комик, пародист.

## Молодость
Кенни учился в St Bede’s Secondary Modern, которая сейчас является частью католического колледжа Sacred Heart Catholic College.
Он посещал младшую семинарию в Stillington около York с итальянским миссионерским уклоном — Verona Fathers.
После окончания школы он работал в пекарне и в рекламном отделе Журнала Торговли и Shipping Telegraph.
Раскрыв натуру комика и талант в радиовещании он решил попробовать себя в этих жанрах, взяв сценический псевдоним от кинозвезды Edward Everett Horton, героя детства.

## Карьера на радио
Его карьера на радио началась в 1962 году, когда он прислал плёнку на Би-би-си. Там с ним провели собеседование и предложили работу диджея на радиостанции Light Programme (впоследствии BBC Radio 2). Однако он предпочел работу на пиратском радио, где начал карьеру в качестве диджея на «Радио Лондон».
С диджеем Дэйвом Кэшем они создали одну из самых популярных программ пиратского радио — Kenny & Cash Show. Его обаяние и стиль привлекли к нему внимание, однако в 1965 году он был уволен за несколько своих замечаний на тему религии. Как и другие пиратские радиостанции, «Радио Лондон» существовало за счёт выступлений евангелистов, и пренебрежительные ремарки Эверетта в адрес программы Tomorrow World («Завтрашний мир») привели к тому, что создателям радиостанции стали угрожать расторжением выгодного контракта.
Эверетт вернулся через полгода, успев перед этим выступить со своим шоу на «Радио Люксембург». Через год он стал работать на новой радиостанции Би-би-си — Radio 1, транслировавшей поп-музыку — после того, как обозрел альбом «Клуб одиноких сердец сержанта Пеппера» группы «The Beatles» и взял интервью у участников группы. Эверетт подружился с группой и поехал вместе с ними в тур по США, присылая отчёты на «Радио Лондон». Он также продюсировал их рождественские альбомы.
На Radio 1 он продолжил развивать свой уникальный стиль, используя смешные голоса, сюрреалистические образы, мультитрековые джинглы, которые он делал сам.
Традиционно считается, что именно Эверетт «приложил руку» к раскрутке сингла Bohemian Rhapsody группы Queen в 1975 году, прокрутив эту песню в эфире радио Capital 14 раз за два дня.

## Карьера на телевидении

### Ранняя работа на телевидении
Помимо телепередач, его первое появление было в фильме 1965 Dateline Diamonds, в которым был разыгран заговор вокруг корабля Galaxy.Кенни играет в небольшом эпизоде самого себя.так же сыграл в нескольких телесериалах.
Первое телевизионное шоу было в 1968 (Granada Television) которое называлось Nice Time.В 1970 он сделал три эпизода для Лондонского Телевидения Выходного Дня (LWT), которые назывались he Kenny Everett Explosion, Making Whoopee and Ev, а также принял участие (наряду с такими талантами как Вилли Руштон и Джон Уэллс) в сериале Би-би-си 1972 года — Up Sunday.В 1973 Эверетт озвучил голос кошки 'Чарли' в мультсериале Чарли Сейса информационного общественного телевидения.

## Персонажи шоу
- Марсель Вейв (англ. Marcel Wave) — любвеобильный француз, единственный персонаж Эверетта, не носивший бороду (скрывал её накладным подбородком).[3]
- Гиззард Пьюк (англ. Gizzard Puke) — панк.[3]
- Сид Снот (англ. Sid Snot) — рокер, одет в кожаную куртку, чёрные брюки, фуражку и яркий галстук.[3]
- Кьюпид Стант (англ. Cupid Stunt) — актриса фильмов класса Б, с огромным, явно накладным бюстом. Рассказывает вырезанной из картона фотографии британского телеведущего Майкла Паркинсона о своих новых фильмах либо работе со знаменитостями. Её коронная фраза — «…in the best possible taste!» («…в наилучшем, насколько возможно, вкусе!»).[3]
- Малыш в коляске[3]
- Брат Ли Лав (англ. Brother Lee Love) — проповедник с огромными пластмассовыми руками.[3]
- Американский генерал. Носит мундир с широченными плечами, под которыми спрятано оружие.[3][4][5]
- Рег Прескотт (англ. Reg Prescott) — «мастер на все руки», берущийся за любую работу и постоянно наносящий себе какие-нибудь увечья.
- Джулиан Минс (англ. Julian Mince) — пьяный представитель аристократии, постоянно с бутылкой шампанского и рюмкой в руке. Произносит старые шутки, стоя на лужайке возле собственного дома.[3]
- Ковбой[6][7]
- Мим (возможно, пародия на Марселя Марсо)[8]

### Пародийные
- Орсон Уэллс — пародии на Орсона Уэллса[9][10].
- Группа Bee Gees — пародии на солистов группы[11]

## Пародии в шоу
- Кенни Эверетт пародировал Элтона Джона[12], Мика Джаггера[13], Барбру Стрейзанд[14], Рода Стюарта[15], Тойю Уиллкокс[16] и других.
- В одном из шоу была показана пародия на американские сериалы «Даллас» и «Династия»[17].
- В другом шоу была показана пародия на ковбойские фильмы под названием A fistful of sequins («Пригоршня блёсток»).[8]

## Некоторые постоянные рубрики
- Звёздная викторина (англ. Star Quiz). Ведущий шоу задаёт звезде эстрады либо телевидения три вопроса, предварительно называя «секретное слово», за знание которого дается одно дополнительное очко. По итогам викторины игроку нужно набрать тридцать одно очко. Участник шоу набирает тридцать очков (секретное слово ему не известно, ибо он в наушниках), и в итоге его обливают помоями.[6][9]
- Пародии на рекламу. Эверетт и некоторые другие участники шоу «рекламировали» разного рода товары, как, например, устройство для чистки носа[18], для устранения несвежего дыхания[19], для фиксирования улыбки[20], «электрическое мясо»[11], жидкость для восстановления волос[20] и т. п.

## Приглашённые звёзды
В шоу Кенни Эверетта выступали разные звёзды, причём не только исполняли песни, но и принимали участие в скетчах (например, Клифф Ричард, Кейт Буш, Стинг, Билл Уаймен, Тойа Уиллкокс и другие). Он сдружился с впервые посетившим его радиопередачу в 1974 году Фредди Меркьюри.

### Знаменитости, выступавшие в шоу

#### Певцы и певицы
- Кейт Буш[12]
- Клифф Ричард[22]
- Лео Сейер
- Стинг[23]
- Билл Уаймен[26]
- Тойа Уиллкокс[25]
- Брайан Ферри[7][27]

#### Группы
- The Boomtown Rats[21]
- Chas and Dave[9]
- Darts[12]
- Dire Straits[18]
- Kajagoogoo[8]
- Lindisfarne[12]
- Modern Romance[28]
- The Pretenders[29]
- Yellow Dog[12]